# A10 (tomba)
A10: fa parte di una serie di 28 Tombe dei Nobili site nell’area della necropoli di Dra Abu el-Naga di cui è archeologicamente nota l’esistenza, e di cui si hanno notizie sul titolare e sulla struttura, ma di cui si è persa la localizzazione. La necropoli di Dra Abu el-Naga fa parte della più vasta Necropoli Tebana, sulla sponda occidentale del Nilo dinanzi alla città di Luxor, in Egitto. Destinata a sepolture di nobili e funzionari connessi alle case regnanti, specie del Nuovo Regno, l'area venne sfruttata, come necropoli, fin dall'Antico Regno e, successivamente, sino al periodo Saitico (con la XXVI dinastia) e Tolemaico.

## Titolare
A10 era la tomba di:
| Titolare  | Titolo                                                 | Necropoli                                 | Dinastia/Periodo           | Note                   |
| --------- | ------------------------------------------------------ | ----------------------------------------- | -------------------------- | ---------------------- |
| Dhutnufer | Sovrintendente del tesoro; Capo dei lettori della Casa | Dra Abu el-Naga, valle di Khawi el-Alamat | inizi della XVIII dinastia | ai piedi della collina |

## Biografia
Kamosi, Giudice, e Senhotep furono rispettivamente il padre e la madre. Tabia fu sua moglie e Teti uno dei figli.

## La tomba
Nota la presenza, su un architrave, di scena dal figlio Teti in offertorio ai genitori; sugli stipiti testi dedicatori. Entrambi i reperti oggi al Museo Archeologico Nazionale di Firenze (cat. 2576, 2598, 2599).

### Annotazioni
1. ↑  La planimetria non è in scala e ha valore esclusivamente di visione d'insieme; l'ubicazione delle singole tombe non è topograficamente esatta, ma vuole visualizzare la concentrazione delle sepolture, nonché il "disordine" con cui le stesse sono state classificate.
2. ↑  I campi della Duat, ovvero l'aldilà egizio, si trovavano, secondo le credenze, proprio sulla riva occidentale del grande fiume.
3. ↑  Nella sua epoca di utilizzo, l'area era nota come "Quella di fronte al suo Signore" (con riferimento alla riva orientale, dove si trovavano le strutture dei Palazzi di residenza dei re e i templi dei principali dei) o, più semplicemente, "Occidente di Tebe".
4. ↑  Le Tombe dei Nobili, benché raggruppate in un'unica area, sono di fatto distribuite su più necropoli distinte.
5. ↑  Era compito dei preti "lettori" l'organizzazione delle cerimonie e la recitazione ad alta voce, durante le cerimonie sacre, degli inni previsti. Proprio per tale conoscenza delle invocazioni giuste e corrette, i "lettori" venivano considerati detentori di poteri magici.
6. ↑  Con il termine Casa si intendeva il Palazzo reale; da qui lo stesso nome "faraone" che deriva dalla grecizzazione del termine Per-Aa, ovvero "Grande Casa".

### Fonti
1. ↑  Porter e Moss 1927, revisione 1970 pp. 447-454.
2. ↑  Donadoni 1999,  p. 115.
3. 1 2  Porter e Moss 1927, revisione 1970 p. 450.